# American Philosophical Quarterly
American Philosophical Quarterly (abgekürzt: APQ und Am. Philos. Q.) ist eine vierteljährlich erscheinende, englischsprachige philosophische Fachzeitschrift. Sie wurde 1964 von Nicholas Rescher gegründet und gilt inzwischen als eines der wichtigsten englischsprachigen Publikationsorgane für fachwissenschaftliche Philosophie. Das Organ veröffentlicht jährlich etwa 30 wissenschaftliche Beiträge. Der Herausgeber ist Patrick Grim (2023).
Die Zeitschrift wird zusammengefasst und verschlagwortet in Academic Search, Arts and Humanities Citation Index, ATLA Religion Database, Current Contents/Arts and Humanities, International Bibliography of Periodical Literature, Philosopher’s Index und Scopus.